# 太平路 (首爾特別市)
太平路（：／ Taepyeongno */?）是韓國首都首爾的一條主要街道，现为世宗大路的一部分，長1.6公里，呈南北走向。始於首爾站（中區），北接世宗路（鐘路區）。得名于旧时接待明朝使臣的太平馆。
2010年，世宗路和太平路合并为世宗大路。

## 沿途重要地點
- 崇禮門
- 三星集團總部
- 首爾市政廳
- 德壽宮
- 首爾新聞